# Hans Konrad Kjennerud
Hans Konrad Kjennerud (5. december 1837 på Kongsberg—26. maj 1921 i Oslo) var en norsk skolemand, der er kendt for at have indført sløjd som skolefag i Norge.
Kjennerud begyndte sin gerning som lærer allerede i 1856. Han var skolebestyrer i Halden i Norge i perioden 1874–1909.
Han var medstifter af Fredrikshald Folkeskoles Lærerforening i 1896 og var foreningens første formand og en gang senere. I Frederikshald var der allerede i 1875 blevet stiftet en sløjdforening til fremme af husflid og industri, og denne forening stod for oprettelsen af en arbejdsskole med snedkeri, bogbinding, skomageri og skrædderi.
Kjennerud udgav bøger inden for skolefagene regning, tegning og sløjd.
Som de andre sløjdforegangsmænd blev Kjennerud uddannet på Nääs Sløjdlærerskole i Sverige, hvor han tog kursus i 1880. Han regnes for skaberen af skolesløjd i Norge, men er ikke blevet regnet som nyskaber, idet han tog udgangspunkt i modelserien fra Nääs og i metoder og værktøjer fra Dansk Skolesløjd, og han arrangerede uddannelseskurser for norske seminarielærere i sløjd med Aksel Mikkelsen fra Danmark som instruktør. Hvad Kjennerud især værdsatte ved det danske indslag i forhold til det svenske forlæg, var ergonomi, hensigtsmæssige arbejdsstillinger, og klasseundervisning i modsætning til Nääs- og Askov-sløjdens individuelle undervisning. Dansk Skolesløjd tog udgangspunkt i det reelle forhold, at 36 elever skulle undervises samtidigt, og så kunne der ikke være tale om individuel undervisning.
H.K. Kjennerud udvirkede, at sløjd allerede i 1880'erne indførtes som fag ved de norske lærerseminarier. Ud over sit virke som skolebestyrer fungerede Kjennerud som den norske stats sløjdinspektør.